# クロール -凶暴領域-
『クロール -凶暴領域-』（クロール きょうぼうりょういき、Crawl）は、2019年に公開されたアメリカ合衆国の動物パニック映画。ハリケーンによる水害で市街地に侵入した人食いワニの恐怖を描く。監督はアレクサンドル・アジャ、主演はカヤ・スコデラリオが務めた。

## ストーリー
大学生で競泳選手のヘイリー・ケラーは、フロリダ大学で開催された水泳大会に参加し、ベスト記録まで後もう一歩の好成績を収めるもスカラシップを逃す。そして帰宅時、姉のベスからカテゴリー5の巨大ハリケーンがフロリダ州に接近していること、そして父親のデイブと連絡が取れないとの一報が届いた。ヘイリーもデイブに電話をかけるが、やはり応答はない。デイブの安否が気になったヘイリーは、当局の避難勧告を無視してデイブの家へと向かった。離婚以来、デイブはコンドミニアムで一人暮らしをしていた。両親が離婚した原因の一つには、デイブがヘイリーの水泳の上達に熱を入れるあまり、夫婦関係を疎かにしたことがあった。そのため、ヘイリーはデイブと頻繁に連絡を取りつつも、自分を責め続けていたのである。デイブの家に着いたヘイリーだったが、そこには飼い犬のシュガーしかいなかった。ヘイリーはデイブがコーラル湖畔に向かったと考え、シュガーを連れて同地に行くことにした。その湖畔には、かつて一家が暮らしていた家があったのだ。
道路が冠水する中、ヘイリーとシュガーはやっとの思いでコーラル湖畔に辿り着いたが、そこにはデイブのトラックしかなかった。今は売り家となっている家の中を探している最中、ヘイリーはキッチンでデイブの電話を見つけ、更には床下から響く音を聞く。シュガーを残し地下室へ向かったヘイリーは父親を呼ぶが、返事はなく、点けられたままのラジオや工具などが散乱していた。ぬかるんだ地下室でついに見つけたデイブは意識を失って倒れており、更に肩には巨大な傷を負っていた。デイブをビニールシートに載せて引きずり、直ちに脱出しようとするヘイリー。しかし、出口まで来たところで巨大なアリゲーターが突如現れ襲ってきた。だが2人はすかさず、床下に無数にある配管でアリゲーターがその巨体故に自由自在には動けないことを利用し、かろうじて安全な場所へと避難することができた。だがヘイリーは安全圏の外に携帯電話を落としてしまったことに気付く。
床下には水が流れ込み、溺死の危険も迫ってきたため、ヘイリーはアリゲーターに気付かれないよう安全圏の外に出て携帯電話を手に取り助けを呼ぼうとするも、またしても背後から現れた2体目のアリゲーターに襲われ携帯電話も踏み潰されてしまう。負傷しながらもどうにか逃れたヘイリーは、デイブの助言で一階へ続くもう一つの通路である上げ蓋から脱出しようとするが、運悪くその上には物が置かれてあり開けられなかった。だが彼女は向かいのガソリンスタンドに火事場泥棒がいるのを見つけ、ヘイリーは助けを求めようとするが、ヘイリーの合図に気づいたのも束の間、泥棒たちはあっという間にアリゲーターに食い殺されてしまう。その後、生存者を探している２人の警察官がやって来たが、彼らもまたアリゲーターの餌食となってしまった。
絶望的な状況に追い込まれたヘイリーとデイブは、生き残るべく知恵を最大限に働かせ、一か八かの大勝負に打って出る。

## キャスト
※括弧内は日本語吹替担当声優
ヘイリー・ケラー
演 - カヤ・スコデラリオ（下山田綾華）
大学生。競泳選手。勝気で反骨心の強い皮肉屋。
デイブ・ケラー
演 - バリー・ペッパー（宮内敦士）
ヘイリーの父親。建設会社の社長。シュガーという犬を飼っている。
ベス・ケラー
演 - モーフィッド・クラーク（竹内夕己美）
ヘイリーの姉。子持ち。家族を心配する愛情深い性格。気さくだが恋愛と情事には大胆で今となっては別れたウェインとも当時はかなりの熱愛だった模様。
ウェイン
演 - ロス・アンダーソン（中務貴幸）
警察官。ベスの元恋人。別れたあともベスを気にかけている。これが縁でヘイリーとも知り合い。
ピート
演 - ホセ・パルマ
警察官。
マーブ
演 - ジョージ・ソムナー
火事場泥棒。
スタン
演 - アンソン・ブーン
火事場泥棒。
リー
演 - エイミー・メトカルフ
火事場泥棒。
州知事
演 - コリン・マクファーレン（山野井仁）

## 制作
2018年5月1日、アレクサンドル・アジャが本作の監督に起用されたとの報道があった。8月、本作の主要撮影ロケがセルビアの首都ベオグラードで始まった。
2019年5月3日、マックス・アルージとステフェン・スムが本作で使用される楽曲を手掛け、ローン・バルフが音楽の総指揮を務めることになったと報じられた。7月12日、本作のサウンドトラックが発売された。

## 公開・マーケティング

### 米国
当初、本作は2019年8月23日に全米公開される予定だったが、後に公開日は同年7月12日に前倒しされた。
2019年5月2日、本作のオフィシャル・トレイラーが公開された。
本作は『STUBER/ストゥーバー』と同じ週に封切られ、公開初週末に1250万ドル前後を稼ぎ出すと予想されていたが、その予想は的中した。2019年7月12日、本作は全米3170館で公開され、公開初週末に1200万ドルを稼ぎ出し、週末興行収入ランキング初登場3位となった。

### 日本
日本では東和ピクチャーズの配給により2019年10月11日から劇場公開された。
地上波テレビでは2023年5月16日、テレビ東京系「午後のロードショー」で初放映された。

## 評価
本作は批評家から好意的に評価されている。映画批評集積サイトのRotten Tomatoesには81件のレビューがあり、批評家支持率は88%、平均点は10点満点で6.69点となっている。サイト側による批評家の見解の要約は「アクション満載のモンスター映画であり、ストーリーはハイペースで進んでいく。観客は恐怖を感じるであろう。カヤ・スコデラリオの渾身の演技のお陰で、『クロール -凶暴領域-』は往時のモンスター映画を彷彿とさせつつも、オリジナリティのある娯楽作に仕上がっている。」となっている。また、Metacriticには22件のレビューがあり、加重平均値は59/100となっている。なお、本作のCinemaScoreはBとなっている。